# Pentoda

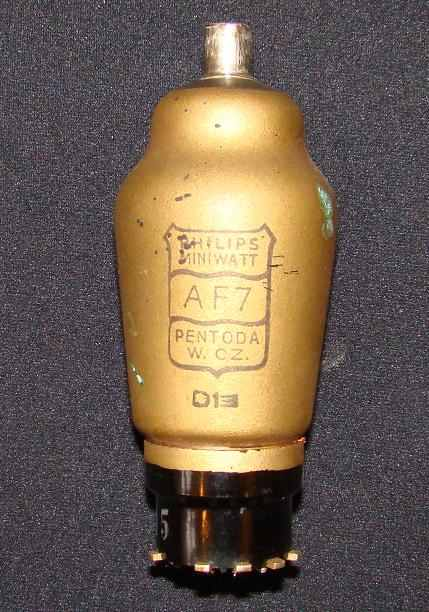
Pentoda AF7

Pentoda – próżniowa lampa elektronowa zawierająca pięć elektrod: anodę, żarzoną katodę i trzy siatki.
Pentody były bardzo wszechstronnymi i popularnymi lampami elektronowymi znajdującymi zastosowanie w szerokiej gamie układów elektronicznych.

## Budowa i zasada działania
| Symbol graficzny pentody                                                                                        | Symbol graficzny pentody   |
| z katoda żarzoną bezpośrednio                                                                                   | z katoda żarzoną pośrednio |
| --- | -------------------------- |
| |                            |
| A – anoda, K – katoda, S1 – siatka sterująca, S2 – siatka ekranująca, S3 – siatka hamująca, Ż – włókno żarzena. |                            |

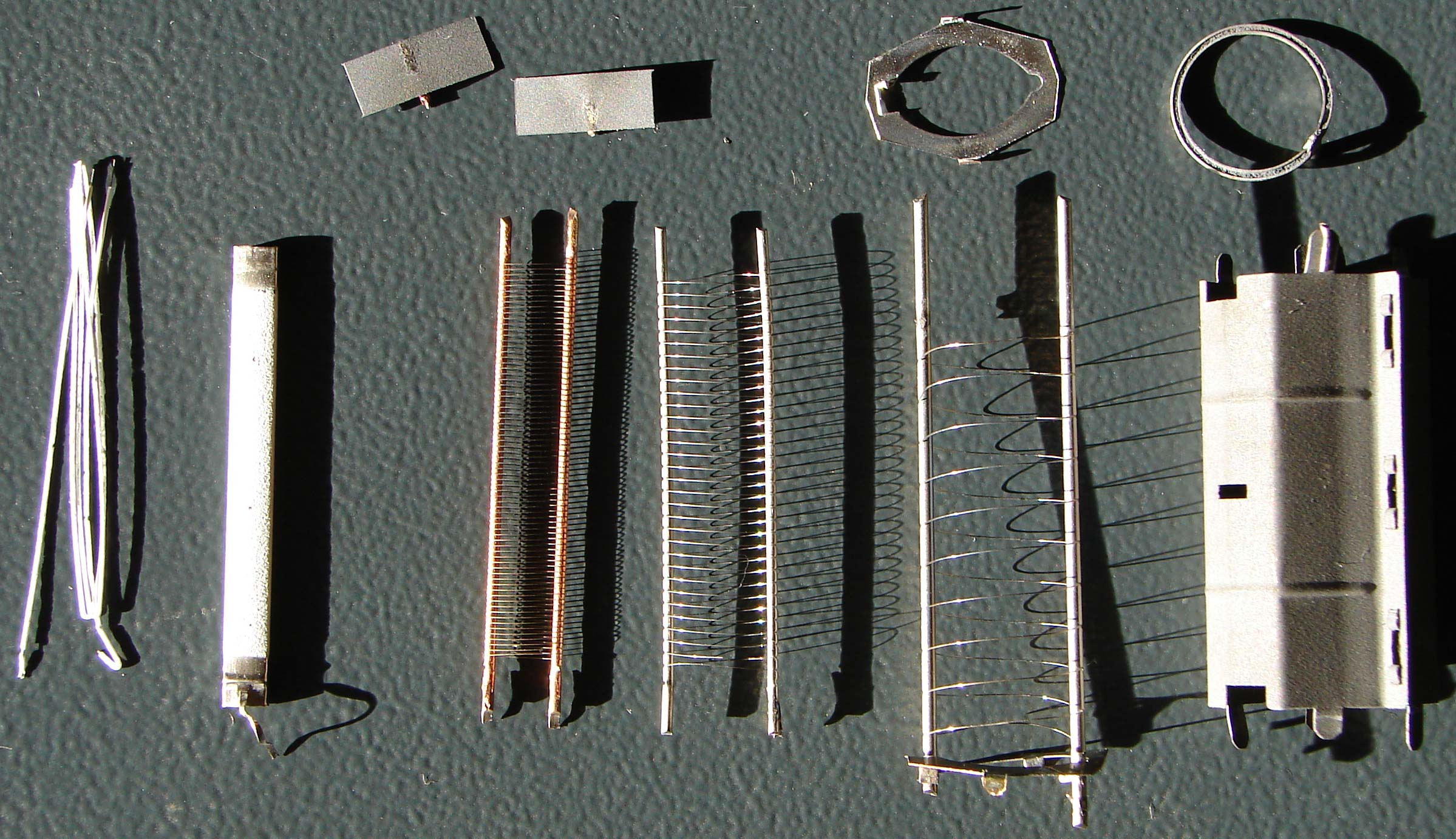
Części składowe pentody EL84 od lewej:
na górze: dwa radiatory siatki sterującej, górny mostek mikowy, pochłaniacz gazów – getter;
na dole (w lampie umieszczone koncentrycznie): włókno żarzenia, pośrednio żarzona katoda tlenkowa, siatka sterująca, siatka ekranująca, siatka hamująca, anoda; brakuje bańki i (cokołu).

Pentoda powstała jako rozwinięcie tetrody, przez dołożenie dodatkowej, trzeciej siatki pomiędzy siatkę drugą (ekranującą) a anodę. Modyfikacja ta usuwa istotną wadę tetrody, jaką jest zachodzenie w niej zjawiska dynatronowego będącego rezultatem emisji wtórnej. Uderzające w anodę elektrony wybijają z niej elektrony wtórne. Jeśli napięcie siatki ekranującej jest większe od anodowego, część elektronów wtórnych osiąga tę siatkę powodując zniekształcenie charakterystyki anodowej. Dodatkowa trzecia siatka ma niski potencjał (z reguły jest połączona z katodą) i jest dość rzadka. Obniża ona potencjał w przestrzeni pomiędzy anodą a siatką drugą, co powoduje zawrócenie elektronów wtórnych na powrót do anody.
Wprowadzenie trzeciej siatki pozwala uniknąć negatywnych skutków emisji wtórnej, a ponadto zwiększa efekt ekranowania siatki sterującej (pierwszej) od anody. Charakterystyki pentod są podobne do charakterystyk tetrod, mają one nieco większą rezystancję wyjściową i mniejszą pojemność anoda-siatka druga.

## Historia
- Pierwszą lampę z trzema siatkami (typu DU412) opracowała węgierska firma Vatea około roku 1925[2]. Nie była to klasyczna pentoda, ale raczej tetroda z dodatkową siatką przeciwładunkową (umieszczoną pomiędzy katodą a siatką sterującą). Dodatkowa siatka umożliwiała pracę lampy przy niskim napięciu anodowym.
- Klasyczną pentodę z siatką hamującą umieszczoną między siatką ekranującą a anodą wynalazł w 1927 Bernard D.H. Tellegen[3].
- We wrześniu 1927 Philips wypuścił pierwszą pentodę – głośnikową B443. Choć pierwsze pentody wykorzystywano jako lampy głośnikowe (wzmacniacze na pentodzie miały lepszą sprawność niż wzmacniacze na triodach), szybko stały się one podstawowymi lampami wzmacniającymi, zwłaszcza w zakresie wysokich częstotliwości.

## Rodzaje i zastosowania

### Pentody napięciowe
Pentody napięciowe były lampami bardzo uniwersalnymi, stosowanymi w różnorakich układach elektronicznych: wzmacniaczach, generatorach, mieszaczach itp. W porównaniu z triodami we wzmacniaczach na pentodach można było uzyskać większe wzmocnienie na stopień, ale charakteryzowały się one większymi szumami. Często były stosowane w układach wielkiej częstotliwości, w zakresie do kilkudziesięciu MHz.

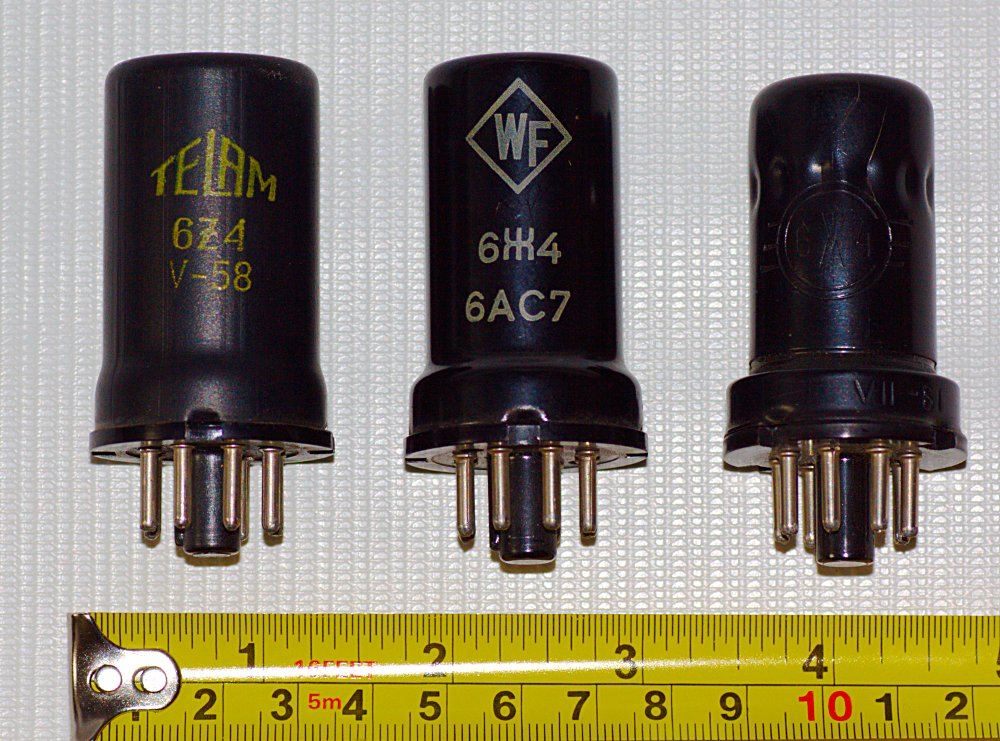
Pentody 6AC7/6Ż4 różnej produkcji – polskiej (Telam), NRD i ZSRR.

Niektóre z pentod napięciowych były lampami o ogromnej popularności. Należały do nich na przykład EF6, EF14, EF50 (lampa w.cz. bardzo popularna w alianckim sprzęcie z okresu II w.ś.), RV12P2000 (lampa w.cz., popularna w sprzęcie niemieckim z okresu II w.ś.), 6SJ7 (6Ż8), 6AC7 (6Ż4), EF86 (o małym mikrofonowaniu i przydźwięku, do czułych wzmacniaczy m.cz.), EF94 (6AU6, 6Ż4P), EF95 (6AK5, 6Ż1P), EF80 (6BX6). W samym roku 1961 wyprodukowano w Polsce ponad milion trzysta tysięcy lamp EF80, zdecydowanie więcej niż lamp jakiegokolwiek innego typu.

#### Selektody
Selektody (zwane też lampami regulacyjnymi) są to lampy napięciowe, w których siatka sterująca posiada obszary o różnej gęstości, co powoduje duże zmiany nachylenia charakterystyki (a co za tym idzie również wzmocnienia) w zależności od punktu pracy lampy. Tego typu pentody były bardzo powszechnie stosowane w odbiornikach radiowych we wzmacniaczach wielkiej i pośredniej częstotliwości z automatyczną regulacją wzmocnienia.
Przykłady pentod-selektod wielkiej częstotliwości to E447, AF2, AF3, RENS1294, EF5, EF11, EF9, EF22, EF41, EF85, EF89, EF183.
Produkowano również pentodę regulacyjną przeznaczoną do wzmacniania małych sygnałów małej częstotliwości (EF83). Stosowano ją na przykład w magnetofonach, w układach automatycznej regulacji poziomu zapisu.

#### Lampy złożone
Pentody napięciowe często wchodziły w skład lamp złożonych, zawierających w jednej bańce również systemy innych lamp.
- Z triodą: ECF80 (6BL8), ECF82 (6U8), ECF801 (6GJ7), EFC802 (6JW8), ECF804, 7199.
- Z diodami: DAF91, DAF92, 1S5T (bateryjne), EAF42 (dioda i pentoda napięciowa); EBF2, EBF11, EBF80, EBF89 (duodioda i pentoda napięciowa).

Stosunkowo nieliczne były napięciowe pentody podwójne, zawierające dwa identyczne systemy w jednej bańce. Przykłady to EFF50 i 6C9.

### Pentody szerokopasmowe
Wzmocnienie lampy przy wielkich częstotliwościach jest tym większe im większy jest stosunek nachylenia charakterystyki do pojemności międzyelektrodowych lampy. By otrzymać pentody pracujące przy jak najwyższych częstotliwościach zwiększano nachylenie charakterystyki, ale w konwencjonalnych pentodach wymagało to zwiększania mocy żarzenia i trudno było osiągnąć nachylenia większe od kilkunastu mA/V.

#### Z siatką napinaną
Skuteczną metodą na zwiększenie nachylenia charakterystyki było zastosowanie siatki w postaci gęsto umieszczonych blisko katody cienkich drucików, napiętych na specjalnej ramce. Lampy tego typu wymagały bardzo dużej precyzji wytwarzania i były trudne technologicznie. Przykłady pentod z siatką napinaną to E180F (6Ż9P), EF184 (6EJ7), 6Ż11P.

#### Z emisją wtórną
Pentody z emisją wtórną były skonstruowane w ten sposób, że elektrony przed osiągnięciem anody uderzały w dodatkową elektrodę, zwaną dynodą, z której na skutek zjawiska emisji wtórnej, wybijały dodatkowe elektrony. Wybite elektrony docierały do anody zwiększając prąd anodowy, a więc również i nachylenie charakterystyki. Przykłady lamp tego typu to EFP60, 6W1P.

### Pentody mocy
Pentody mocy były lampami bardzo popularnymi, już pierwsza z nich (B443 Philipsa) miała wiele odpowiedników produkowanych przez różne firmy (RES174d, L415D, PP415, ME4 362, W443, 425PT, 415QD, 415PT, 415PP, PP415, DX3, J43). Stopniowo powstawały nowe typy, rozwój konstrukcji szedł w kierunku zmniejszenia mocy żarzenia i zwiększenia nachylenia – w 1936 lampa AL4 osiągnęła 9 mA/V, co stało się standardem dla tego typu lamp.
Niektóre z pentod mocy były stosowane w tysiącach różnych konstrukcji i produkowane w milionach egzemplarzy, szczególnie w Europie (w USA dominowały tetrody strumieniowe). Oprócz wymienionej AL4 do popularnych typów należały AL5, EL3, EL5, EL6, EL11, EL12, EL41, EL84, EL34.
Do stopni końcowych układów odchylania poziomego monochromatycznych odbiorników telewizyjnych były produkowane pentody mocy PL500

#### Lampy złożone
Niewielkie pentody mocy występowały również w lampach złożonych, zawierających w jednej bańce również inny system lampy.
- Z diodami: ABL1, EBL1, EBL21 (duodioda i pentoda mocy).
- Z triodą: WE13, ECL80 (6AB8), ECL82 (6BM8), ECL84 (6DQ8), ECL85 (6CV8), ECL86 (6GW8).
- Z pentodą napięciową (EFL200) lub tetrodą napięciową (EEL71).
- Produkowano także podwójną pentodę napięciową (stosowaną w radiowych odbiornikach stereo) ELL80, oraz podwójne pentody przeznaczone do niewielkich wzmacniaczy przeciwsobnych ELL1 i ECLL800 (z dodatkową triodą odwracacza fazy).

### Pentody mieszające
Na wielkość prądu płynącego pomiędzy anodą i katodą wpływają napięcia na wszystkich siatkach, ale jako sterującej zwykle używano siatki pierwszej – pozostałe wymagają dużej amplitudy napięcia sterującego. Utrudnia to stosowanie standardowych pentod w układach ze sterowaniem w dwóch siatkach – mieszaczy iloczynowych, układów bramkujących, selektorów impulsów, układach logicznych wczesnych komputerów itp. Do takich celów produkowano specjalne pentody przystosowane również do sterowania w siatce trzeciej.
Przykłady lamp tego typu to 6AS6 (6Ż2P), 6F33, 6GY6, 7AK7, 5784.

### Pentody nadawcze

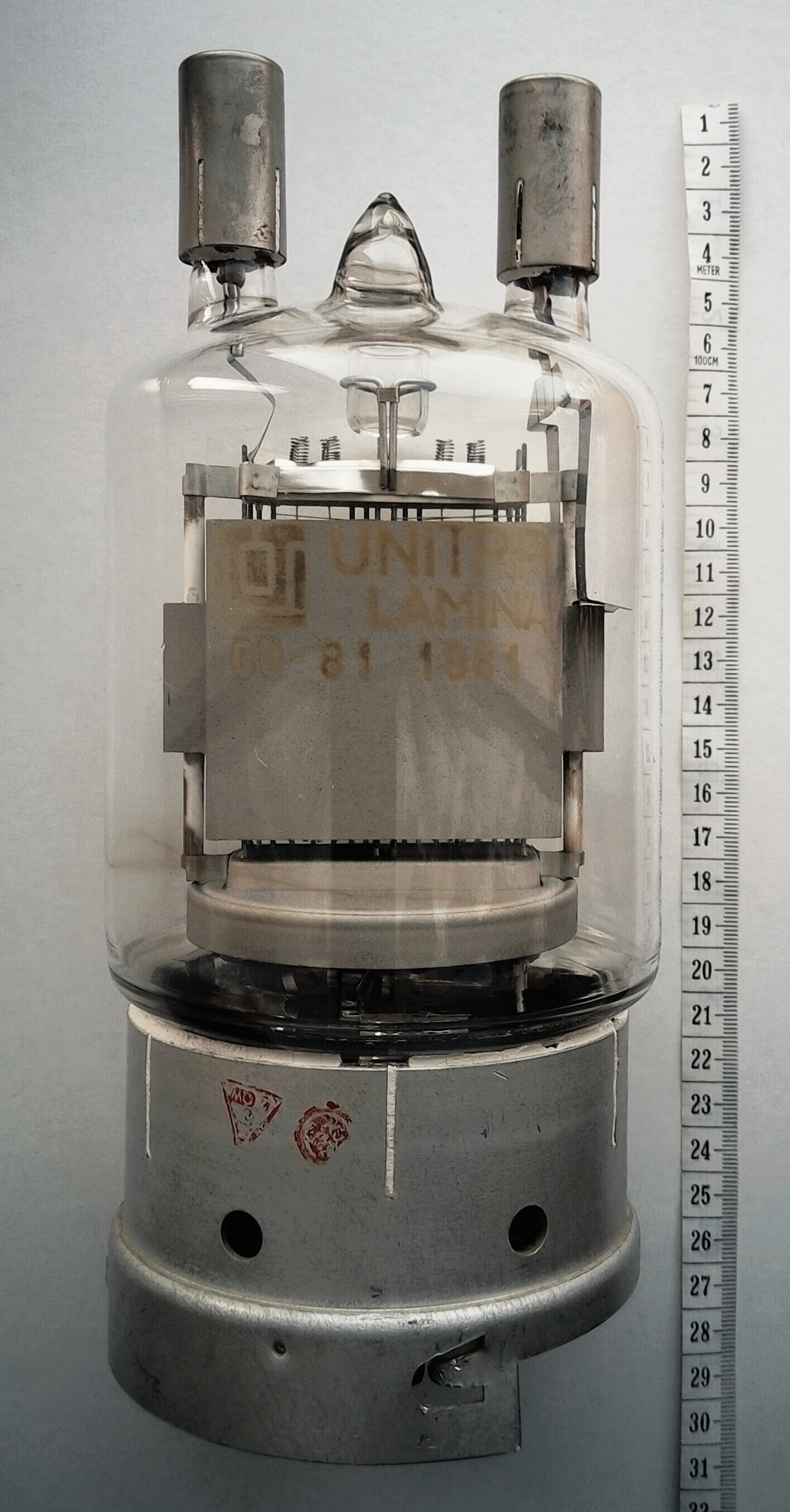
GU-81,Pentoda nadawcza średniej mocy

Pentody w roli lamp nadawczych i przemysłowych były używane rzadziej niż triody i tetrody. Najmniejsze nadawcze pentody nadawcze (bateryjne) miały moc ułamka wata lub pojedynczych watów. Należały do nich DL70, 2Ż2M, DL98, 2P29Ł, 4P1Ł. Większe osiągały moc kilkudziesięciu, rzadziej kilkuset watów, a największe z nich do kilowata (lampy typów P1300, 172, 184)
Bardzo popularna i produkowana przez wiele lat (również w Polsce) była GU50 radziecka kopia (ze zmienionym cokołem) przedwojennej lampy Telefunkena LS50, o dopuszczalnej mocy w anodzie równej 40 W oraz GU81 produkowana w Polsce przez Zakłady Elektronowe „Unitra-Lamina”.

## Oznaczenia
W europejskim systemie oznaczeń lamp pentodom sygnałowym odpowiada litera F, a pentodom głośnikowym litera L.